# La Gazette (France)
Pour les articles homonymes, voir La Gazette.
La Gazette est un périodique créé en 1631 avec l'appui de Richelieu par Théophraste Renaudot, médecin de Louis XIII. Disparu en 1915, c’était un des plus anciens journaux publiés en France. Son ancêtre est le Mercure françois qui parut de 1611 à 1648.

## Début sous l'Ancien régime
En 1631, par privilège du roi, Richelieu charge Théophraste Renaudot, médecin protestant qui se convertit au catholicisme, de créer un journal sur « le bruit qui court sur les choses advenues ». Le premier périodique de France, un hebdomadaire de quatre pages naît, avec un tirage initial variant entre 300 et 800 exemplaires,.
Paraissant tous les samedis, La Gazette avait pour rôle d’informer les lecteurs sur les nouvelles provenant de l’étranger, de la France ou de la Cour. Surtout spécialisée dans les affaires politiques et diplomatiques, faisant de la politique intérieure sous couvert de politique extérieure, elle comptait parmi ses premiers membres d’Hozier, Voiture, Bautru et La Calprenède. Louis XIII y collaborait ponctuellement par amusement. Le Conseil du roi accorda à La Gazette le monopole de l'information politique.
On peut affirmer que Renaudot ne manquait point d'humour car voici un extrait de l'article de Paris, du 27 août 1633 :

« Les mains démangent si fort à nostre Ieunesse, que depuis un mois , elle s'assemble en armes, estant venue des pierres aux poignards, espées, pistolez et carrabines, de sorte que le 15 et le 16 d'aoust, il s'en trouva deux gros, chacun de plus de 3000 hommes entre le village de Pincour et un moulin proche, à un quart de lieue de la porte Saint-Anthoine, où il y en eut cinq de tuez le premier jour, et entre eux, le fils d'un Banquier nommé la Roche. Vray est que quelques potences plantées cette semaine sur le champ de bataille ont ralenti leur ardeur. »

En 1762, elle changea de titre pour celui de Gazette de France, avec pour sous-titre Organe officiel du Gouvernement royal et devint bihebdomadaire. En 1787, Charles-Joseph Panckouke la prit en location et l’ajouta au Mercure de France dont il était propriétaire et au Moniteur universel qu’il fonda peu de temps après.
Au XVIIe siècle, elle était tirée à 8 000 exemplaires dans la capitale et diffusée en province sous 35 éditions.
La Gazette resta silencieuse sur les événements de la Révolution et elle n’aborda même pas la prise de la Bastille le 14 juillet 1789, se limitant aux actes du gouvernement. Pour satisfaire ses clients, Panckouke publia un supplément, le Gazettin, qui informait les lecteurs du compte-rendu des débats de l’Assemblée constituante.
En 1791, le ministère des Affaires étrangères reprit La Gazette qu’il possédait. Nicolas Fallet fut nommé directeur et elle devint la tribune du parti girondin. Chamfort lui succéda.

## L’organe des royalistes
À partir du 1er mai 1792, La Gazette parut quotidiennement et prit le nom de Gazette nationale de France après l’exécution de Louis XVI, le 21 janvier 1793. Le ton des articles de la Gazette, dont l’orientation politique changera en fonction des régimes en place, resta impartial et très prudent. Bonapartiste sous le Premier Empire, elle s’affirmera ouvertement royaliste pendant la Restauration.
Cette ligne éditoriale restera le fonds de commerce de La Gazette, rebaptisée La Gazette de France sous la IIIe République jusqu’à la parution de son dernier numéro en 1915. Elle attire alors des journalistes engagés qui en font l’organe des légitimistes, puis des orléanistes comme Charles Maurras ou Jacques Bainville.